# 7-Zip
7-Zip er et frit og open source filkomprimeringsprogram med åben arkitektur, der kan anvende mange kompressionsalgoritmer og kompressionsformater. Anvender også den forbedrede LZ77 algoritme LZMA med væsentlig større kompressionsformåen end f.eks. gzip og bzip2.
Filkomprimeringsprogrammet 7-Zip fås til Microsoft Windows og Mac OS X. Den kører enten fra kommandolinjen eller med en grafisk brugerflade. 7-Zip indeholder funktioner som integrerer sig med det grafiske Windows-miljø.
Med en kommandolinjegrænseflade (p7zip) kan kompressionsprogrammet anvendes under f.eks. Linux og Mac OS X. 
7-Zip er fri software, udviklet af Igor Pavlov og udgivet under GNU Lesser General Public License (LGPL).
Programmet har også mulighed for at kryptering af komprimerede arkiver.
Programmet konkurrerer med de førende to programmer i samme branche WinZip og WinRAR som begge er lukket kode.
7-Zip tilbyder en speciel 64-bit version for Windows XP Professional x64 versionen. I form af p7zip, 7-Zip er blevet porteret for at kunne køre på Unix-lignende systemer som fx Linux og FreeBSD.

## Funktioner
- Integration i Windows højrekliksmenuen
- Findes på over 60 sprog

Understøtter følgende formater:
- 7z
- ZIP
- CAB
- RAR
- ARJ
- GZIP
- BZIP2
- TAR
- CPIO
- RPM
- DEB